# Derek Raymond

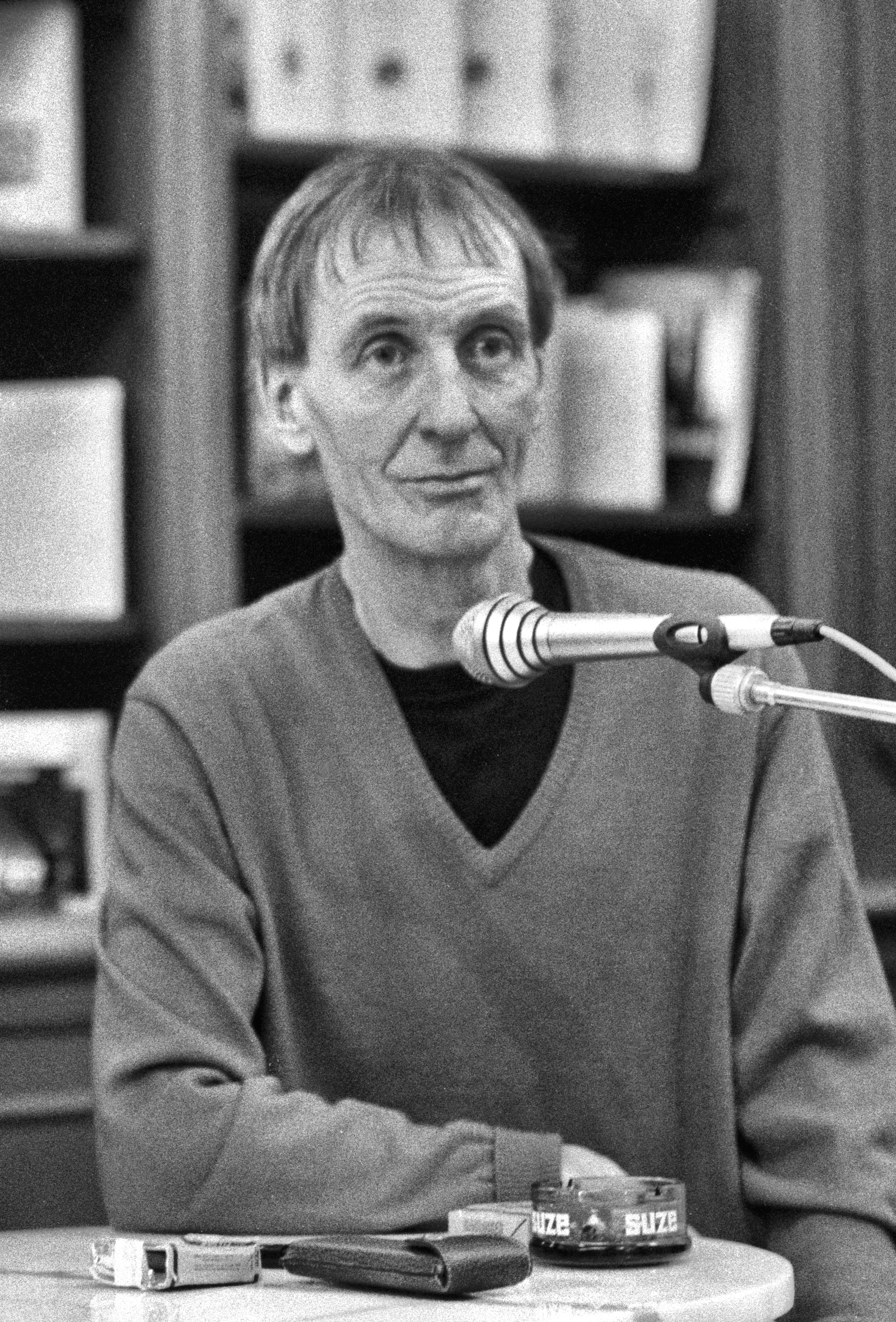
Derek Raymond, 1991

Derek Raymond (* 12. Juni 1931 in London; † 30. Juli 1994 ebenda; eigentlich Robin William Arthur Cook) war ein britischer Schriftsteller, der überwiegend Noir-Romane schrieb.

## Leben
Derek Raymond war der Sohn eines englischen Textilunternehmers und wuchs in London, seit 1937 auf dem Familienschloss in Kent auf. 1944 wurde er am Elitecollege Eton aufgenommen, brach die Schule allerdings drei Jahre später ab. In den 1950er Jahren lebte er in Paris, New York und Spanien, wo er wegen Beleidigung Francos zu einer Gefängnisstrafe verurteilt wurde. 1960 kehrte Raymond nach England zurück und veröffentlichte zwei Jahre später mit The Crust on its Uppers einen Roman über die Londoner Unterwelt.
In den späteren 1960er Jahren arbeitete er in London als Romanschreiber, Pornoproduzent, Glücksspielveranstalter und Taxifahrer. Zwischenzeitlich lebte er in einer anarchistischen Kommune in Italien, in den 1970er Jahren dann die meiste Zeit in Frankreich.
Den literarischen Durchbruch schaffte Derek Raymond in den 1980er und 1990er Jahren mit seiner Factory-Reihe um einen Sergeant der Abteilung A14 der Londoner Polizei, der es in den fünf Romanen der Reihe mit brutal zerstückelten Mordopfern zu tun bekommt und bei den Jagden nach den sadistischen Mördern zusehends in eigene psychische Abgründe getrieben wird. Der vierte Roman der Factory-Reihe Ich war Dora Suarez erhielt 1991 den Deutschen Krimi-Preis.
Derek Raymond war fünfmal verheiratet (alle Ehen wurden geschieden) und hatte einen Sohn und eine Tochter. Er starb im Juli 1994 an Krebs.

## Werk

### Frühe Romane(veröffentl. unterRobin Cook)
- 1962: The Crust on its Uppers
- 1963: Bombe Surprise
- 1966: The Legacy of the Stiff Upper Lip
- 1967: Public Parts and Private Places
- 1970: A State of Denmark
- 1971: The Tenants of Dirt Street

### Französische Romane(veröffentl. unterRobin Cook)
- 1983: Le Soleil Qui S'Eteint
- 1988: Cauchemar Dans La Rue
  - Alptraum in den Straßen, dt. von Jürgen Bürger, Bastei-Lübbe, Bergisch Gladbach 1990, ISBN 978-3-404-19138-3.

### Die Factory-Serie
- 1984: He Died with His Eyes Open
  - Er starb mit offenen Augen, Bastei-Lübbe, Bergisch Gladbach 1989, ISBN 978-3-404-19074-4.
- 1985: The Devil’s Home on Leave
  - Der Teufel hat Heimaturlaub, Bastei-Lübbe, Bergisch Gladbach 1989, ISBN 978-3-404-19076-8.
- 1986: How the Dead Live
  - Wie die Toten leben, Bastei-Lübbe, Bergisch Gladbach 1989, ISBN 978-3-404-19077-5.
- 1990: I Was Dora Suarez
  - Ich war Dora Suarez
- 1993: Dead Man Upright
  - Profil eines Serienmörders [veröffentlicht unter Robin Cook], dt. von Pieke Biermann, Rotbuch, Hamburg 1996, ISBN 978-3-88022-373-8.

### Autobiografie
- 1992: The Hidden Files
  - Die verdeckten Dateien, dt. von Michael K. Iwoleit und Reinhold H. Mai, Dumont, Köln 1999, ISBN 978-3-7701-4782-3.

### Letzter Roman
- 1994: Not Till the Red Fog Rises
  - Roter Nebel, dt. von Angelika Müller; Maas, Berlin 1996